# カパイシャン
カパイシャン（フランス語: Cap-Haïtien）あるいはカプ・アイシアン（ハイチ語: Kap Ayisyen）は、ハイチ北部の都市。省略してオカプ（Okap）とも呼ばれる。北県の県庁所在地である。人口は約27万人（2015年）。首都ポルトープランス都市圏の外では最大の都市である。

## 概要
フランス植民地時代にハイチの首都だった歴史があり、ベランダ付の建築が並ぶ街路はアメリカのニューオーリンズとよく比較される。カリブ海に面し、農作物の積出港として長い歴史がある。アメリカ海兵隊による占領 (1915年 - 1934年) の名残で南北の通りはアルファベット、東西の通りは数字で呼ばれる。ポルトープランスから遠く離れているため比較的治安が良く、首都圏からの移住者も少なくない。
東南端に小さなカパイシャン空港があり主に国内線を運航し、国連軍のチリ部隊が警備にあたっている。国際線はフォートローダーデールとの間で週に5便をリンクス国際航空が運航している。市内には国連ハイチ安定化派遣団 (MINUSTAH) の隊員数百人が駐留する。

## 歴史
1670年、フランス人が入植しサトウキビのプランテーションを開設した。土着のタイノ族を労働者として雇用したが、規模の拡大に伴い労働力不足となり、アフリカから輸入された奴隷を購入するようになった。
1697年のレイスウェイク条約によりフランス人入植地域「サン＝ドマング」は正式なフランス植民地となった。1711年、ルイ14世は、カプ＝フランセを植民地の首都とすると定め、本格的な街造りが始まった。砂糖、コーヒー豆の輸出は莫大な利益を上げた。
1791年8月末に、奴隷だった黒人たちによる大規模な暴動が起き。60㎢の居住区が焼き払われた。
1803年のカプ＝フランセ郊外のヴェルティエールの戦いでデサリーヌら反乱軍が勝利し、ハイチ独立に伴い改名された。1806年にアンリ・クリストフのハイチ国の首都ミロはカパイシャンの20km南東に置かれた。ミロにはサン＝スーシ城が残されている。シタデル・ラフェリエールはそこから8km南の山の上にある。晴れた日には市内からそれらを眺望できる。1811年にクリストフが王位を宣言してアンリ1世となると首都がカプに移され、カプ＝アンリに改名された ( - 1820年)。

## 観光
カパイシャン周辺は観光資源が豊富であり、ハイチ観光の中心地となっている。
- ラバディ地区はカパイシャンの北西10kmにある。ロイヤルカリビアンのクルーズ船の停泊地となっている。
- 古都：ミロ
- 世界遺産：シタデル、サン＝スーシ城、ラミエール国立歴史公園
- 要塞：シタデル・ラフェリエール

## ギャラリー

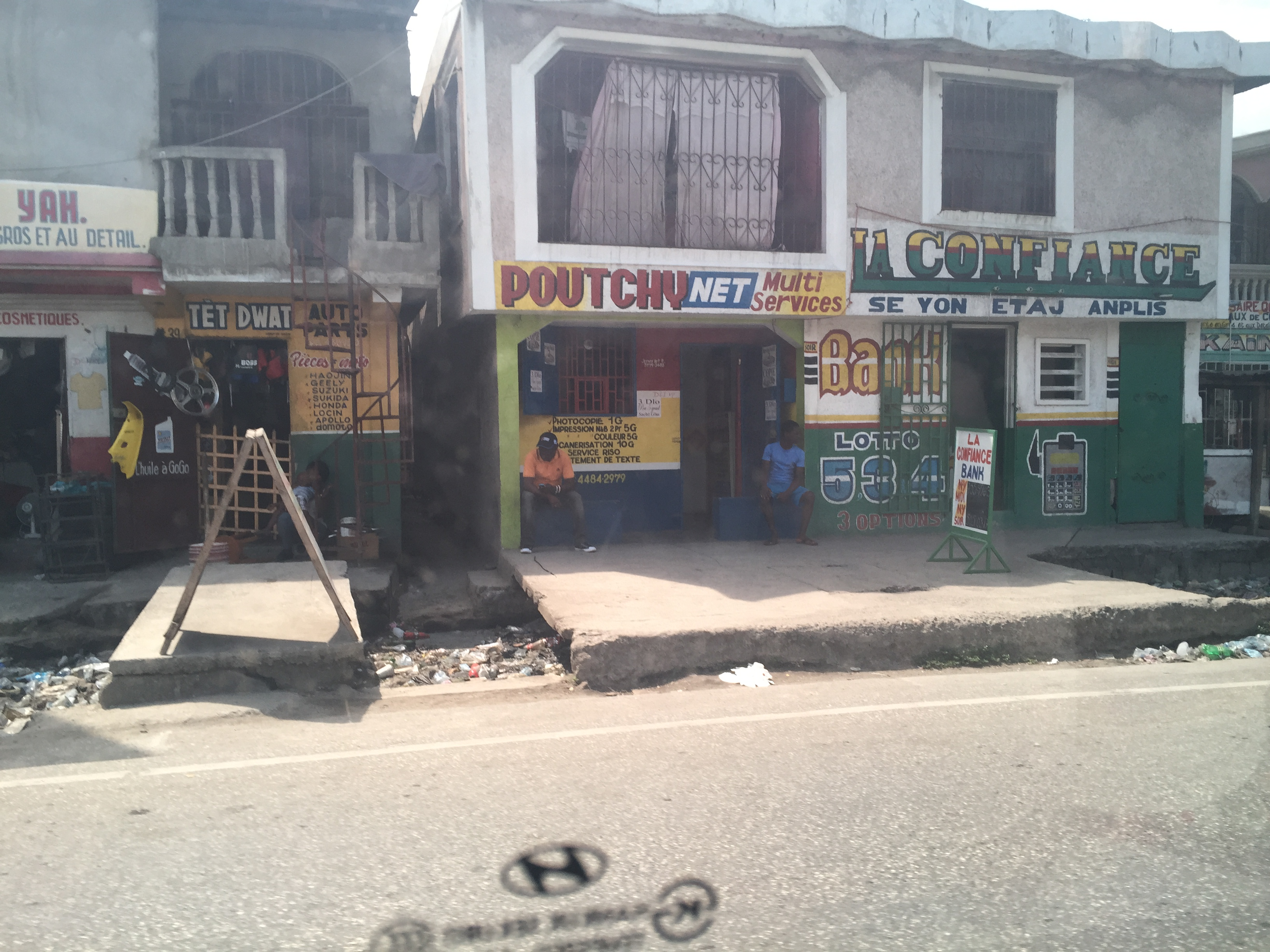
街並み 1
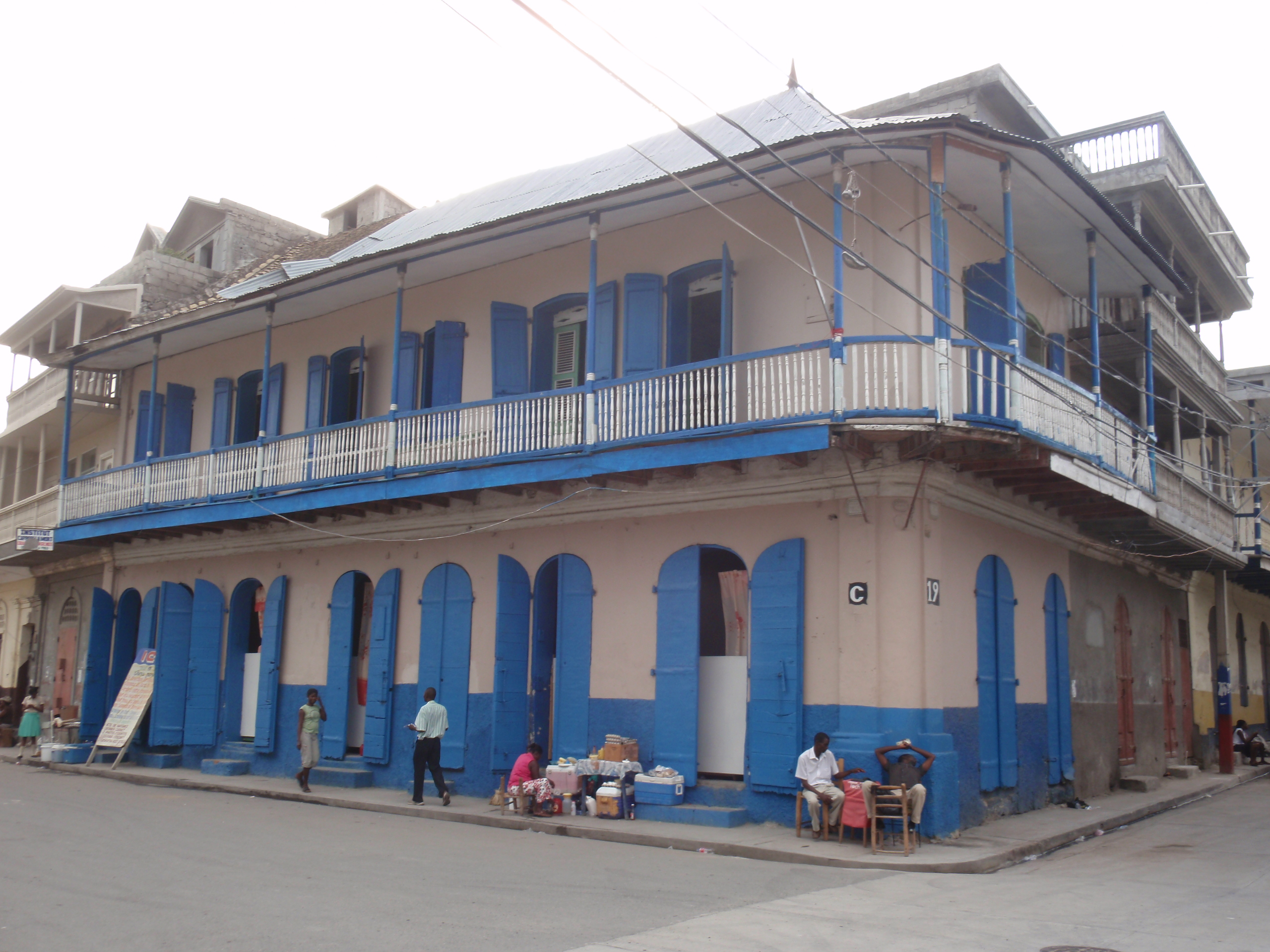
街並み 2
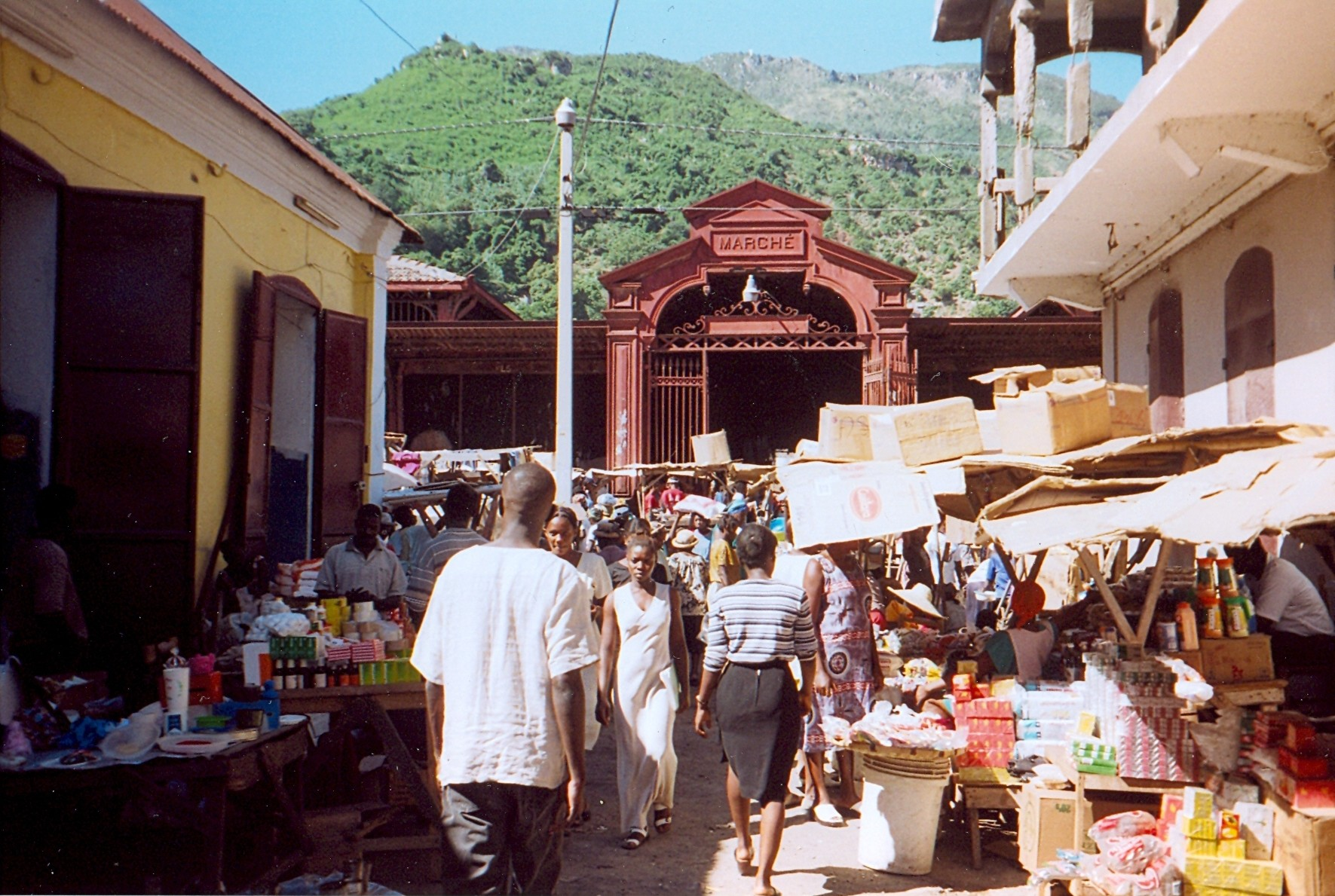
市場（マルシェ）
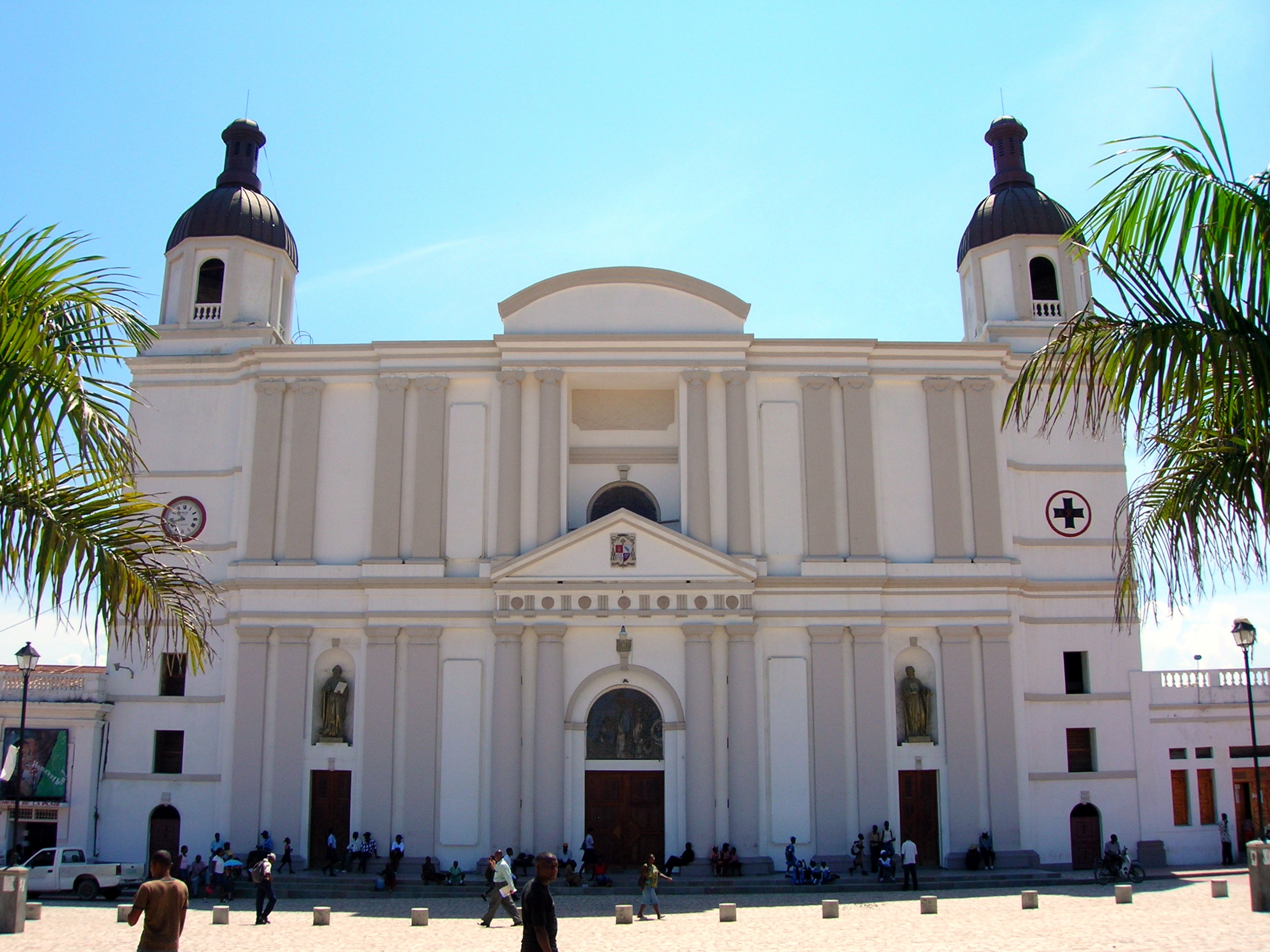
大聖堂